# Gens Nonia

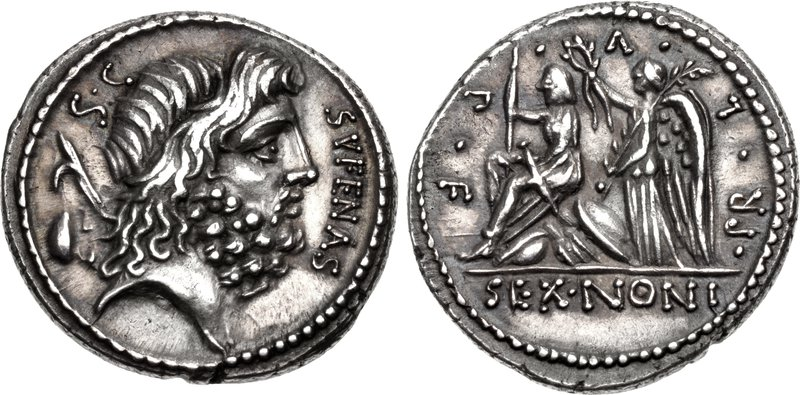
Denario de Marco Nonio Sufenas de 59 a. C. Saturno en el anverso y Victoria coronando a Roma. La inscripción "Sex(tus) Noni(us) Pr(aetor) L(udos) V(ictoriae) P(rimus) F(ecit)" muestra que el padre de Sufenas, el pretor Sexto Nonio estableció los Ludi Victoriae Sullanae en el 81 a. C.

La gens Nonia fue una familia plebeya en la Antigua Roma. Sus miembros aparecen por primera vez en la historia hacia el final de la República. El primero de los Nonii en obtener un consulado fue Lucio Nonio Asprenas (Lucius Nonius Asprenas) en el 36 a. C. Desde entonces hasta finales del siglo IV, ocuparon de forma regular los más altos cargos del Estado romano.

## Origen
El nomen Nonius es un apellido patronímico basado en el praenomen Nonus, que presumiblemente pertenecía a un antepasado del gens. El nombre es indudablemente latino, aunque se piensa que el primero de los Nonii que tuvo prominencia en Roma provenía de Piceno. y otra rama de la familia proviene de Aesernia.

## Praenomina
Los principales praenomina de los Nonia (Nonii) fueron Lucio (Lucius), Marco (Marcus) y Publio (Publius), todos ellos utilizados por los Nonii Asprenates, mientras que los Quinctiliani usaron Lucio y Sexto  (Sextus), estos últimos provenientes de los Quintilia (Quinctilii), por línea materna. Los Nonii Galli usaban a Marco y Cayo (Gaius), mientras que los Macrini usaban Marco y Publio. Otros praenomina aparecen ocasionalmente entre los Nonia cuya conexión con las ramas principales de la familia, si la hay, es desconocida, incluyendo a Aulo (Aulus), Cneo (Gnaeus) y Quinto (Quintus). Tito (Titus) es considerado en determinadas fuentes como el primer antepasado de los Asprenates, aunque únicamente por la filiación del cónsul del 36 a. C., pero no está claro, y el nombre no se ha encontrado más entre los Nonia.

## Ramas y cognomina
Los principales apellidos de los Nonia fueron Asprenas, Balbus, Gallus, Quinctilianus y Sufenas, de los que solo los dos últimos aparecen en monedas. Algunos Nonia aparecen sin apellidos. Asprenas, el nombre de la familia más prominente de los Nonia y Sufenas (o Suffenas) pertenecen a una clase de cognomen, aparentemente derivados de los nombres de ciudades que no se han podido identificar. Balbo (Balbus) era un apellido común que se daba en su origen al que tenía un tartamudeo pronunciado, mientras que Galo (Gallus) podía significar un galo (de los pueblos galos) o un gallo.
Los Nonia Asprenates salieron a la superficie en tiempos de César y permanecieron prominentes hasta la mitad del siglo II. Los Quinctiliani parecen haber sido una rama menor de esta familia. Los Nonia Galo (Nonii Galli) fue la siguiente familia en aparecer, procedentes de la ciudad de Aesernia, en territorio samnita, donde se había establecido una colonia latina al terminar la tercera guerra samnita.
Desde mediados del siglo II existe una familia de apellido Macrino (Macrinus), un diminutivo del cognomen Macro, nombre griego que significa 'gran' o 'grande'. Esta familia se distinguió mediante sus servicios en los campos militar y civil y obtuvo el rango de patricio, como Marco Nonio Arrio Paulino Aper (Marcus Nonius Arrius Paulinus Aper) y alcanzó el cargo de pretor sin haber servido primero como tribuno de la plebe.

## Miembros relevantes

### Los primeros Nonia
- Aulo Nonio, adversario de Saturnino y Glaucia, por quien fue asesinado en el año 100 a. C., cuando Nonio era candidato a tribuno de la plebe.[12][13][14]
- Nonio, amigo de Cayo Flavio Fimbria, que pidió a sus soldados que juraran apoyarlo contra Sila en el 84 a. C. A pesar de su amistad, Nonio rechazó el juramento.[15]
- Nonio, centurión que fue asesinado por sus soldados en el 41 a. C., mientras intentaba sofocar un motín en el Campo de Marte en el 41 a. C.[16]
- Nonio, a cargo de una de las puertas de Roma durante la Guerra perusina, que permitió que Lucio Antonio, hermano de Marco Antonio, entrara en la ciudad.[17]

### Los Nonia Sufenates
- Sexto Nonio Sufenas, pretor en el 81 a. C., estableció los Ludi Victoriae Sullanae, juegos en honor de la victoria de Sila. Era probablemente el mismo Nonio que traicionó a Fimbria por Sila en el 84 a. C.[18][19][20]
- Marco Nonio Sex. f. Sufenas, triumvir monetalis en el 59 a. C. Como tribuno de la plebe en el 56 a. C., con dos de sus colegas, impidió que se celebraran los comitia y que fueran elegidos los nuevos cónsules. Fue juzgado por ello, pero fue absuelto. Fue pretor alrededor del 52 a. C., y después gobernador de una de las provincias orientales, quizá Creta y Cirenaica o Macedonia.[21][22][23][20]

### Los Nonia Strumae
- Nonio Struma, magistrado curul, posiblemente edil, en el 55 a. C. Comprobó por sí mismo que no era apto para el cargo, lo que provocó que el poeta Catulo comentara sarcásticamente, ¿Por qué esperas morir, oh Catulo? ¡Nonio Struma se sienta en la silla curul![24][25]
- Nonio, hijo de Struma, senador del que se dice que posee un ópalo de inmenso valor (2 millones de sestercios). Según Plinio, fue proscrito por el triunviro Marco Antonio en el 43 a. C. a causa de su tesoro.[26][27]
- Nonia, hija del senador proscrito. Se casó con Marco Servilio y fue la madre de Marco Servilio Noniano.[28]

### Los Nonia Asprenates
- Lucio Nonio T.? f. Asprenas, padre del cónsul del 36 a. C.[5]
- Lucio Nonio L. f. T.? n. Asprenas, procónsul en el 46 a. C., durante la segunda guerra civil de la República romana, y sirvió bajo César en África y España. Fue cónsul sufecto en el 36 a. C.[29][30][31]
- Nonia L. f. Polla, casada con Lucio Volusio Saturnino, cónsul sufecto en el 12 a. C.[32]
- Nonio Asprenas, tribuno de la plebe, en el 44 a. C., trató de evitar que Publio Cornelio Dolabela recibiera la provincia de Asia tras el asesinato de César, mediante la emisión de presagios desfavorables.[33][34]
- Lucio Nonio L. f. L. n. Asprenas, amigo íntimo de Augusto, fue acusado de envenenar a los invitados en un banquete, y absuelto en gran parte gracias a la influencia del emperador.[35][36][37][38]
- Lucio Nonio L. f. L. n. Asprenas, cónsul sufecto en el año 6. En el año 9, fue legado bajo su tío, Publio Quintilio Varo, que resultó muerto en la batalla del Bosque de Teutoburgo. Asprenas fue capaz de impedir la destrucción completa del ejército tras la muerte de su tío. Fue procónsul de África en el 14. Se casó con Calpurnia.[39][40][41][42]
- Marco Nonio Asprenas, padre del cónsul del año 38.[43]
- Lucio Nonio L. f. L. n. Asprenas, cónsul sufecto en el 29.[44]
- Nonio Asprenas Calpurnio Serrano, hermano de Lucio, el cónsul del 29.[45]
- Publio Nonio M. f. Asprenas Calpurnio Serrano, cónsul en el 38. Fue asesinado por la guardia personal de Calígula durante la búsqueda de los asesinos de su maestro en el 41, aunque su vestimenta solamente estaba manchada con la sangre de un sacrificio que había ofrecido por su capacidad sacerdotal.[46][47][48][43]
- Publio Nonio Asprenas, orador mencionado con frecuencia por Séneca en su Controversiae.[49][45]
- Lucio Nonio Asprenas, otro orador mencionado con frecuencia en la Controversiae de Séneca.[49]
- Publio Nonio Asprenas Cesiano, conocido a partir de una inscripción que menciona a su esclavo Olympus Asprenatis y a su esposa.[45]
- Nonia P. l. Ionica, una liberta, esposa de Olimpo Asprenato.[45]
- Lucio Nonio L. f. L. n. Calpurnio Torcuato Asprenas, cónsul entre los años 77 y 78.
- Lucio Nonio L. f. L. n. Calpurno Torquato Asprenas, cónsul en el 94, y de nuevo en 128.[50]
- Nonia L. f. L. n. Torquata, casada con Quinto Volusio Saturnino.
- Lucio Julio Nonio Torcuato Asprenas, cónsul sufecto en septiembre de un año incierto, en torno al año 155.[9]

### Los Nonia Quintiliano
- Sexto Nonio L. f. L. n. Quintiliano, probablemente el segundo hijo de Lucio Nonio Asprenas, el amigo de Augusto. Fue cónsul en el año 8.[51][52][53][9]
- Sexto Nonio Sex. f. L. n. Quintiliano, cónsul sufecto en el 38.[54][55][56]
- Lucio Nonio Sex. f. L. n. Quinctiliano, hijo del cónsul del año 8 y hermano del cónsul del 38.[57][56]
- Lucio Nonio L. f. Sex. n. Quintiliano, nieto del cónsul del 8. Era augur y uno de los Salii Palatinii. Murió a la edad de veinticuatro años.[56]

### Los Nonia Galo
- Marco Nonio (Galo), bisabuelo del general Asernino.[4]
- Cayo Nonio M. f. (Galo), abuelo del general Asernino.[4]
- Cayo Nonio C. f. M. n. (Galo), uno de los quattuorviri quinquennalis, funcionarios municipales de Esernia en Samnio.[4]
- Marco Nonio C. f. C. n. Galo Esernino, cónsul sufecto alrededor del 35 a. C., y enviado posteriormente contra los tréveros y los germanos, a quienes derrotó en el 29 a. C. Podría ser el mismo que sirvió bajo las órdenes de Cneo Pompeyo Magno durante la guerra civil.[58][59][4]

### Los Nonia Balbo

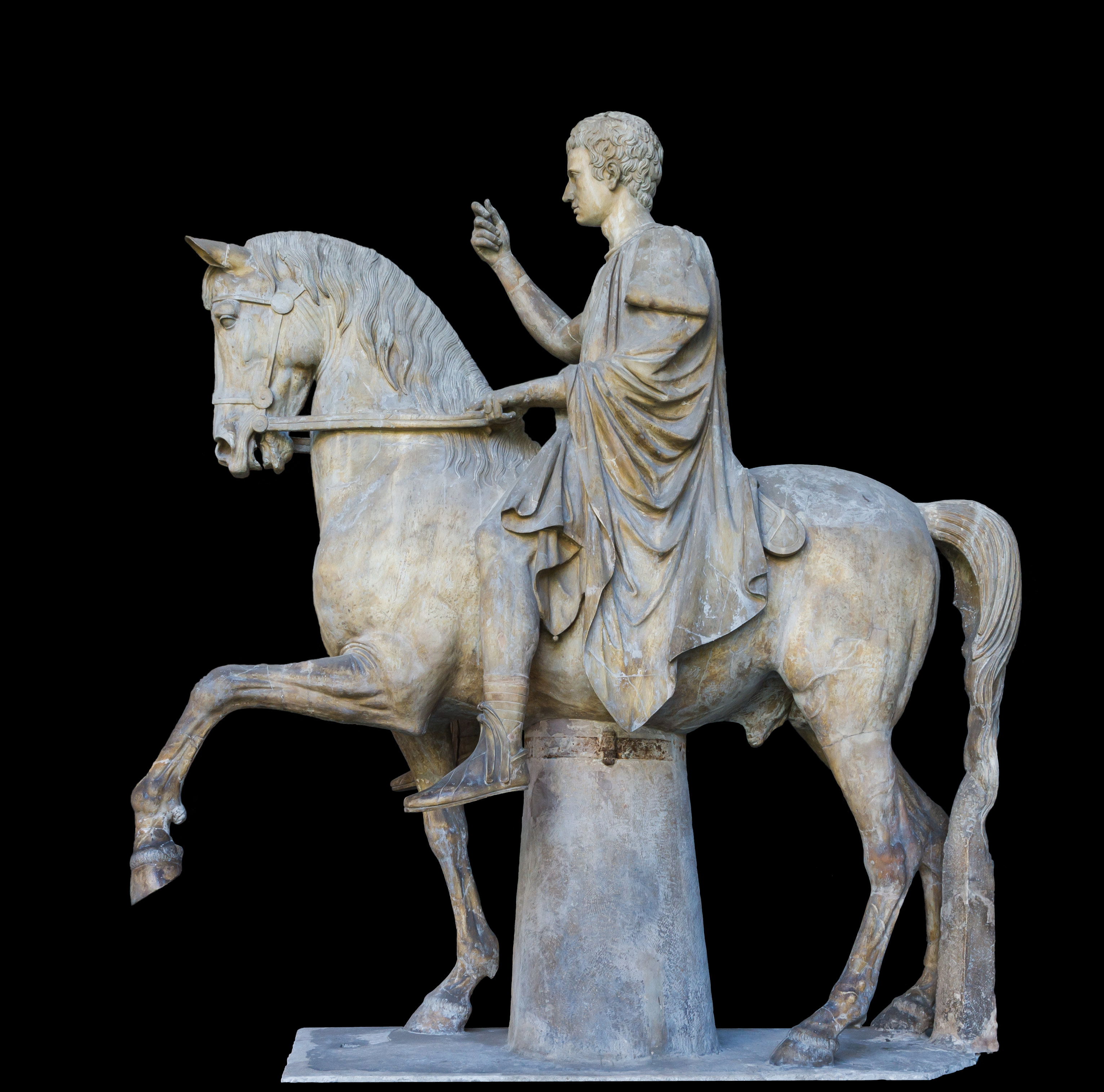
Estatua ecuestre de Marco Nonio Balbo, c. año 50. Originalmente en el foro de Herculano, ahora en el Museo Arqueológico Nacional de Nápoles.

- (Marco) Nonio Balbo, tribuno de la plebe en el 32 a. C., vetó una ley del cónsul Cayo Sosio, uno de los partidarios de Marco Antonio, dirigida a Octaviano.[60][45][61]
- Marco Nonio M. f. Balbo, casado con Viciria Archais y padre de Marco Nonio Balbo, procónsul de Creta y Cirenaica.[62]
- Marco Nonio M. f. M. n. Balbo, que había sido pretor, y posteriormente procónsul de Creta y Cirenaica. Fue magistrado judicial en Herculano y ayudó a restaurar la ciudad después del terremoto del año 62. Se casó con Volasennia Tertia.[63][62]

### Los Nonia Macrino
- Marco Nonio Macrino,  padre del quaestor Macrino.[4]
- Publio Nonio M. f. Macrino, quaestor en 138.[4]
- Marco Nonio M. f. Macrino, uno de los quindecimviri sacris faciundis, fue cónsul en el 154, y después legado pro praetore de Panonia Superior y procónsul de Asia. Se casó con Arria. Este Macrino se piensa que pudo haber sido una de las figuras históricas que inspiraron el personaje de '"Maximus Decimus Meridius"  en la película Gladiator.[4][64]
- Marco Nonio M. f. M. n. Arrio Muciano, fue, como su padre y hermano, uno de los quindecimviri sacris faciundis. Cónsul en el 201.[65][56]
- Marco Nonio M. f. M. n. Arrio Paulino Aper, uno de los quindecimviri sacris faciundis, como su padre y hermano. Fue prefecto urbano, pero no está claro si alguna vez llegó a ser cónsul. Se casó con (Roscia?) Pacula.[11]
- Nonia Arria Hermionilla, esposa de Sexto Valerio Poplicola Vettiliano, eques, y abuela de Marco Annio Valerio Catulo.[9]

### Otros
- Nonia C. f., nombrada en una inscripción que se encuentra en un cippus, o pedestal, en el jardín de Lucio Salvio Otón Ticiano.[9]
- Nonia Antistia, nombrada en una inscripción encontrada en una tubería.[9]
- Nonia Maxima, nombrada en una inscripción encontrada en una tubería.[9]
- Cayo Nonio C. f. Proculo, cónsul sufecto en un año indeterminado.[56]
- Cneo Nonio, eques que fue descubierto llevando una espada mientras estaba entre una muchedumbre alrededor del emperador Claudio, en el 47.[66]
- Nonio Recepto, centurión en la Legio XXII Primigenia, que permaneció leal al emperador Galba en el 69. Fue encarcelado y muerto por sus colegas, que se habían puesto del lado de Vitelio.[67][9]
- Nonio Atiano, uno de los delatores en el reinado de Nerón, castigado en el 70, tras el advenimiento de Vespasiano.[68][45]
- Nonio Celer, que ayudó a organizar el matrimonio de Quintiliano, un amigo de Plinio el Joven.[69]
- Marco Nonio M. f. Muciano Publio Delfio Peregrino, cónsul sufecto en octubre de 138. No está claro si estaba relacionado con los Nonia Macrino, entre los que se encontraba Marco Nonio Arrio Muciano o Publio Nonio Macrino, cuestor en el año del consulado de Peregrino.[56]
- Quinto Nonio Sosio Prisco, cónsul en 149.[9]
- Nonio Baso, cónsul sufecto en un año indeterminado.[4]
- Lucio Nonio Baso, prefecto de la Cohors I Brittonum milliaria bajo Antonino Pio.[4]
- Nonio Graco, uno de los prominentes romanos a quienes Septimio Severo asesinó sin causa aparente.[70][4]
- Nonia Celsa, esposa del emperador Macrino y madre de Diadumeniano.[71][9]
- Nonio Filipo, legado pro praetore de Britania Inferior en 242.[56]
- Nonio Gratiliano, noble romano menor, que fue elegido para unirse al collegium de Beneventum en 257.[4]
- Nonio Paterno, cónsul c. 279, y probablemente praefectus urbi en 281.[56]
- Nonio Attico, cónsul en 397.
- Nonio Marcelo, gramático latino de fecha incierta,[72] y autor de un importante tratado titulado De Compendiosa Doctrina per Litteras ad Filium, también conocido como De Proprietate Sermonis. La obra en sí está muy desorganizada, pero contiene numerosas citas de autores notables cuyas obras se han perdido.[73]